# Saison 1992-1993 du Stade rennais FC
Maillots
Chronologie
Saison précédente Saison suivante
La saison 1992-1993 du Stade rennais football club débute le 8 août 1992 avec la première journée du Championnat de France de Division 2, pour se terminer le 2 juin 1993 par une défaite en match de barrage pour l'accession en première division.
Le Stade rennais FC est également engagé en Coupe de France.

## Résumé de la saison
Redescendu une nouvelle fois en D2, le Stade rennais ne se contraint cependant pas à un remodelage complet de son effectif et de son staff technique. Pour preuve, malgré son échec de la saison précédente, Didier Notheaux reste en poste, avec l'objectif de remonter immédiatement dans l'élite. Bien sûr, cette relégation entraîne le départ de plusieurs titulaires, en particulier de ceux qui formaient la « légion étrangère » du club : Baltazar retourne au Brésil, Shala continue en Allemagne, Slišković en Italie, alors que Sénoussi et Arnold Oosterveer, ce dernier après avoir réglé un litige financier avec le SRFC, se trouvent de nouveaux clubs en France. Delamontagne et Le Dizet partent également, conservant leur place en D1. Pour compenser tous ces départs, le club fait confiance aux jeunes déjà en place (Laurent Huard et Jocelyn Gourvennec prendront considérablement du galon en cette saison) et recrute quelques talents, comme Émerick Darbelet et Ulrich Le Pen. L'expérimenté Vasseur et les Africains Farh et Musisi complètent le recrutement. Enfin, l'ancien joueur du SRUC Gérard Lefillatre devient manager général du club.
Le début de saison, malgré deux victoires inaugurales, ne permet pas au Stade rennais de s'installer dans le trio de tête, handicapé par deux défaites à domicile contre Rouen (1 - 2) puis Angers (0 - 1). À partir d'octobre, le club breton ne perd plus, et remonte peu à peu jusqu'à atteindre la première place à la mi-janvier. Une progression qui n'est pas perturbée par l'expulsion précoce de Pascal Rousseau le 28 novembre, lors d'un déplacement à Beauvais. Aucun gardien remplaçant n'étant sur le banc, c'est François Denis qui met les gants pendant plus d'une heure. Les Picards ne parviendront à lui inscrire qu'un seul but, et le SRFC repart de Picardie avec le point du match nul.
À la lutte avec Angers et Rouen principalement, le Stade rennais perd peu, mais réalise de trop nombreux matchs nuls, notamment à domicile. En fin de saison, des performances en dents de scie le condamne à ne plus jouer que la seconde place, Angers s'envolant vers une promotion en D1. Le SRFC doit lui se résigner à disputer ses derniers barrages, ceux-ci étant voués à disparaître la saison suivante, la Division 2 passant elle à une poule unique de vingt-deux clubs. En pré-barrages, l'OGC Nice se déplace route de Lorient, et c'est un but dans les arrêts de jeu du match marqué par Majid Musisi qui permet aux Rennais de se qualifier in extremis pour le tour suivant. S'avance alors l'AS Cannes, vainqueur du FC Rouen (2 - 1), pour une revanche de la saison précédente : c'est en effet le Stade rennais qui avait précipité la relégation des Azuréens grâce à un but de dernière minute de Laurent Huard. Au match aller, les Cannois se vengent effectivement, en marquant l'unique but du match... à la dernière minute. Le match retour, lui, confirmera leur domination avec une large victoire (3 - 0) synonyme de qualification. Le Stade rennais se retrouve donc condamné à jouer une saison supplémentaire en D2. Quelques jours plus tard, les Cannois gagneront le droit de retrouver la D1 en disposant de l'US Valenciennes-Anzin (2 - 0, 1 - 1).
Enfin, on note le beau parcours réalisé par les Rennais en Coupe de France, ceux-ci atteignant les huitièmes de finale. Une telle performance n'avait pas été réalisée depuis la saison 1988-1989. Pour ce faire, les Rennais éliminent successivement les voisins de l'AS Vitré, les Guadeloupéens de l'Étoile de Morne-à-l'Eau (club où le Stade rennais était venu recruter Jocelyn Angloma) et les Normands de l'AS Cherbourg. Après avoir sorti le Mans UC, les « Rouge et Noir » tombent face au Stade lavallois, sur un but contre-son-camp de François Denis.

## Transferts en 1992-1993
| Nom                  | Nationalité        | Provenance/Destination |
| Arrivées             |                    |                        |
| Frédéric Cado        | France             | FC Lorient             |
| Émerick Darbelet     | France             | Racing 92              |
| Jean-Marc Faham      | France             | CA L'Haÿ-les-Roses     |
| Arthur Farh          | Liberia            | Olympique de Marseille |
| Ulrich Le Pen        | France             | Véloce vannetais       |
| Majid Musisi         | Ouganda            | Villa SC               |
| Moïse Regina         | France             | Olympique de Marseille |
| Jean-Luc Vasseur     | France             | Paris Saint-Germain    |
| Sylvain Wiltord      | France             | Formé au club          |
| Départs              |                    |                        |
| Baltazar             | Brésil             | Goiás EC               |
| Laurent Delamontagne | France             | Olympique lyonnais     |
| Hendrig Gutierrez    | États-Unis         | Stade brestois         |
| Serge Le Dizet       | France             | FC Nantes Atlantique   |
| Alain Noël           | France             | US Créteil             |
| Arnold Oosterveer    | Pays-Bas           | US Valenciennes-Anzin  |
| Bob Sénoussi         | Tchad              | Le Touquet AC          |
| Kujtim Shala         | RF Yougoslavie     | Stuttgarter Kickers    |
| Blaž Slišković       | Bosnie-Herzégovine | Pescara Calcio         |

## L'effectif de la saison
| Poste¹ | Nat.² | Nom                | Naissance         | Sélection³ | Championnat | Championnat | Coupe France | Coupe France | Total Saison | Total Saison |
| Poste¹ | Nat.² | Nom                | Naissance         | Sélection³ | M           | But inscrit | M            | But inscrit  | M            | But inscrit  |
| ------ | ----- | ------------------ | ----------------- | ---------- | ----------- | ----------- | ------------ | ------------ | ------------ | ------------ |
| G      | FRA   | Frédéric Cado      | 13 août 1973      | -          | 2           | 0           | 0            | 0            | 2            | 0            |
| M      | FRA   | Sébastien Chauvel  | 22 novembre 1972  | -          | 0           | 0           | 0            | 0            | 0            | 0            |
| M      | FRA   | Jacky Colin        | 18 août 1963      | -          | 16          | 1           | 3            | 0            | 19           | 1            |
| A      | FRA   | Émerick Darbelet   | 4 août 1973       | -          | 28          | 3           | 4            | 0            | 32           | 3            |
| D      | FRA   | François Denis     | 14 mai 1964       | -          | 32          | 5           | 4            | 2            | 36           | 7            |
| D      | FRA   | Jean-Marc Faham    | 9 juillet 1967    | -          | 1           | 0           | 0            | 0            | 1            | 0            |
| A      | LBR   | Arthur Farh        | 12 juin 1972      | A          | 35          | 5           | 5            | 3            | 40           | 8            |
| M      | FRA   | Christophe Fauvel  | 11 janvier 1970   | -          | 5           | 0           | 2            | 0            | 7            | 0            |
| M      | FRA   | Jocelyn Gourvennec | 22 mars 1972      | A'         | 28          | 12          | 3            | 2            | 31           | 14           |
| M      | FRA   | Laurent Huard      | 26 août 1973      | -          | 26          | 0           | 2            | 0            | 28           | 0            |
| D      | FRA   | Arnaud Le Lann     | 7 novembre 1970   | -          | 1           | 0           | 0            | 0            | 1            | 0            |
| M      | FRA   | Ulrich Le Pen      | 23 janvier 1974   | -          | 21          | 0           | 1            | 0            | 22           | 0            |
| D      | FRA   | Cyril L'Helgouach  | 25 septembre 1970 | -          | 26          | 2           | 4            | 0            | 30           | 2            |
| A      | UGA   | Majid Musisi       | 15 septembre 1967 | A          | 35          | 13          | 5            | 1            | 40           | 14           |
| D      | FRA   | Moïse Regina       | 25 novembre 1969  | -          | 8           | 0           | 1            | 0            | 9            | 0            |
| M      | FRA   | Jean-Luc Ribar     | 26 février 1965   | -          | 23          | 3           | 4            | 1            | 27           | 4            |
| D      | FRA   | Jocelyn Rico       | 17 décembre 1959  | -          | 36          | 2           | 5            | 0            | 41           | 2            |
| D      | FRA   | Sylvain Ripoll     | 15 août 1971      | -          | 28          | 0           | 3            | 0            | 31           | 0            |
| G      | FRA   | Pascal Rousseau    | 4 mars 1962       | -          | 35          | 0           | 5            | 0            | 40           | 0            |
| D      | FRA   | Michel Sorin       | 18 septembre 1961 | -          | 36          | 0           | 5            | 0            | 41           | 0            |
| A      | FRA   | Thierry Turban     | 16 juillet 1965   | -          | 7           | 0           | 1            | 0            | 8            | 0            |
| M      | FRA   | Jean-Luc Vasseur   | 1er janvier 1969  | -          | 36          | 0           | 5            | 0            | 41           | 0            |
| A      | FRA   | Sylvain Wiltord    | 10 mai 1974       | -          | 2           | 0           | 0            | 0            | 2            | 0            |

- 1 : G, Gardien de but ; D, Défenseur ; M, Milieu de terrain ; A, Attaquant
- 2 : Nationalité sportive, certains joueurs possédant une double-nationalité
- 3 : sélection la plus élevée obtenue

## Les rencontres de la saison

### Liste
| Match | Date         | Compétition           | Tour              | Adversaire           | Lieu ¹ | Score | Class. | Buteurs pour le Stade rennais |
| ----- | ------------ | --------------------- | ----------------- | -------------------- | ------ | ----- | ------ | ----------------------------- |
| 1     | 8 août       | Division 2 - Groupe B | 1                 | Gueugnon             | E      | 2–1   | 4      | Gourvennec                    |
| 2     | 13 août      | Division 2 - Groupe B | 2                 | Dunkerque            | D      | 1–0   | 3      | Gourvennec                    |
| 3     | 22 août      | Division 2 - Groupe B | 3                 | Guingamp             | E      | 1-1   | 4      | Musisi                        |
| 4     | 28 août      | Division 2 - Groupe B | 4                 | Rouen                | D      | 1–2   | 4      | Richard (csc)                 |
| 5     | 5 septembre  | Division 2 - Groupe B | 5                 | Laval                | E      | 1–1   | 5      | Farh                          |
| 6     | 12 septembre | Division 2 - Groupe B | 6                 | Niort                | D      | 2-0   | 4      | Musisi Darbelet               |
| 7     | 19 septembre | Division 2 - Groupe B | 7                 | FC Bourges           | E      | 0–0   | 5      |                               |
| 8     | 26 septembre | Division 2 - Groupe B | 8                 | Angers               | D      | 0–1   | 6      |                               |
| 9     | 3 octobre    | Division 2 - Groupe B | 9                 | La Roche-sur-Yon     | E      | 2–1   | 5      | Gourvennec Denis              |
| 10    | 10 octobre   | Division 2 - Groupe B | 10                | Ancenis              | D      | 1–0   | 5      | Musisi                        |
| 11    | 17 octobre   | Division 2 - Groupe B | 11                | Amiens               | E      | 2–2   | 5      | L'Helgouach Monate (csc)      |
| 12    | 24 octobre   | Division 2 - Groupe B | 12                | Lorient              | E      | 4-1   | 3      | Musisi Gourvennec Farh        |
| 13    | 31 octobre   | Division 2 - Groupe B | 13                | Tours                | D      | 1-0   | 3      | Darbelet                      |
| 14    | 7 novembre   | Division 2 - Groupe B | 14                | Châteauroux          | E      | 1-0   | 2      | Gourvennec                    |
| 15    | 21 novembre  | Division 2 - Groupe B | 15                | Le Mans              | D      | 2–2   | 2      | Musisi Farh                   |
| 16    | 28 novembre  | Division 2 - Groupe B | 16                | Beauvais             | E      | 1–1   | 2      | Rico                          |
| 17    | 5 décembre   | Division 2 - Groupe B | 17                | Red Star             | D      | 0-0   | 3      |                               |
| 18    | 12 décembre  | Division 2 - Groupe B | 18                | Dunkerque            | E      | 0-0   | 3      |                               |
| 19    | 19 décembre  | Coupe de France       | 7e tour           | AS Vitré (D3)        | E      | 2-0   | 2-0    | Denis Farh                    |
| 20    | 9 janvier    | Division 2 - Groupe B | 19                | Guingamp             | D      | 3-0   | 2      | Denis Hervé (csc) Musisi      |
| 21    | 16 janvier   | Division 2 - Groupe B | 20                | Rouen                | E      | 1–0   | 1      | Musisi                        |
| 22    | 23 janvier   | Division 2 - Groupe B | 21                | Laval                | D      | 3-3   | 1      | Gourvennec Denis L'Helgouach  |
| 23    | 30 janvier   | Coupe de France       | 8e tour           | Morne-à-l'Eau (Gua.) | N      | 4-0   | 4-0    | Farh Musisi Gourvennec        |
| 24    | 6 février    | Division 2 - Groupe B | 22                | Niort                | E      | 0–0   | 3      |                               |
| 25    | 13 février   | Division 2 - Groupe B | 23                | FC Bourges           | D      | 0–0   | 3      |                               |
| 26    | 19 février   | Division 2 - Groupe B | 24                | Angers               | E      | 0-1   | 3      |                               |
| 27    | 27 février   | Division 2 - Groupe B | 25                | La Roche-sur-Yon     | D      | 3-0   | 3      | Ribar Farh Musisi             |
| 28    | 6 mars       | Coupe de France       | 1/32 finale       | Cherbourg (D3)       | E      | 1-0   | 1-0    | Denis                         |
| 29    | 13 mars      | Division 2 - Groupe B | 26                | Ancenis              | E      | 3-0   | 2      | Gourvennec Ribar Musisi       |
| 30    | 19 mars      | Division 2 - Groupe B | 27                | Amiens               | D      | 2–0   | 2      | Gourvennec                    |
| 31    | 30 mars      | Coupe de France       | 1/16 finale       | Le Mans              | D      | 2-1   | 2-1    | Ribar Farh                    |
| 32    | 3 avril      | Division 2 - Groupe B | 28                | Lorient              | D      | 1–1   | 3      | Darbelet                      |
| 33    | 9 avril      | Division 2 - Groupe B | 29                | Tours                | E      | 2-1   | 2      | Musisi Ribar                  |
| 34    | 17 avril     | Division 2 - Groupe B | 30                | Châteauroux          | D      | 1–2   | 3      | Colin                         |
| 35    | 23 avril     | Division 2 - Groupe B | 31                | Le Mans              | E      | 0–2   | 3      |                               |
| 36    | 1er mai      | Division 2 - Groupe B | 32                | Beauvais             | D      | 1-1   | 3      | Rico                          |
| 37    | 5 mai        | Coupe de France       | 1/8 finale        | Laval                | E      | 0-1   | 0-1    |                               |
| 38    | 8 mai        | Division 2 - Groupe B | 33                | Red Star             | E      | 2-0   | 2      | Denis Farh                    |
| 39    | 15 mai       | Division 2 - Groupe B | 34                | Gueugnon             | D      | 4–2   | 2      | Musisi Denis Gourvennec       |
| 40    | 21 mai       | Pré-Barrage D2        | Pré-Barrage D2    | Nice                 | D      | 1–0   | 1–0    | Musisi                        |
| 41    | 28 mai       | Barrage D2 aller      | Barrage D2 aller  | Cannes               | D      | 0–1   | 0–1    |                               |
| 42    | 2 juin       | Barrage D2 retour     | Barrage D2 retour | Cannes               | E      | 0–3   | 0–3    |                               |

- 1 N : terrain neutre ; D : à domicile ; E : à l'extérieur ; drapeau : pays du lieu du match international

## Bilan des compétitions
| Compétition     | Vainqueur final     | Débute au tour | Place ou tour final | Première rencontre | Dernière rencontre | Nombre |
| --------------- | ------------------- | -------------- | ------------------- | ------------------ | ------------------ | ------ |
| Division 2      | FC Martigues        | 1re journée    | 4e                  | 8 août 1992        | 2 juin 1993        | 37     |
| Coupe de France | Paris Saint-Germain | 7e tour        | 1/8 de finale       | 19 décembre 1992   | 5 mai 1993         | 5      |

### Division 2 - Groupe B

#### Classement
| Rang | Équipe   | Pts | J  | G  | N  | P | Bp | Bc | Diff |
| ---- | -------- | --- | -- | -- | -- | - | -- | -- | ---- |
| 1    | Angers   | 48  | 34 | 20 | 8  | 6 | 47 | 22 | +25  |
| 2    | Rennes   | 45  | 34 | 16 | 13 | 5 | 48 | 26 | +22  |
| 3    | Rouen    | 45  | 34 | 18 | 9  | 7 | 50 | 31 | +19  |
| 4    | Red Star | 42  | 34 | 17 | 8  | 9 | 46 | 29 | +17  |
| 5    | Le Mans  | 41  | 34 | 15 | 11 | 8 | 44 | 33 | +11  |

- 1 : Promu en Division 1
- 2 et 3 : Barragiste avec le 2e du Groupe A

#### Résultats
| Total  | Total  | Total | Total | Total | Total | Total | Total | Domicile | Domicile | Domicile | Domicile | Domicile | Domicile | Extérieur | Extérieur | Extérieur | Extérieur | Extérieur | Extérieur |
| Matchs | Points | V     | N     | D     | BP    | BC    | Diff. | V        | N        | D        | BP       | BC       | Diff.    | V         | N         | D         | BP        | BC        | Diff.     |
| ------ | ------ | ----- | ----- | ----- | ----- | ----- | ----- | -------- | -------- | -------- | -------- | -------- | -------- | --------- | --------- | --------- | --------- | --------- | --------- |
| 34     | 45     | 16    | 13    | 5     | 48    | 26    | +22   | 8        | 6        | 3        | 26       | 14       | +12      | 8         | 7         | 2         | 22        | 12        | +10       |

#### Résultats par journée
| Journée   | 01 | 02 | 03 | 04 | 05 | 06 | 07 | 08 | 09 | 10 | 11 | 12 | 13 | 14 | 15 | 16 | 17 | 18 | 19 | 20 | 21 | 22 | 23 | 24 | 25 | 26 | 27 | 28 | 29 | 30 | 31 | 32 | 33 | 34 |
| --------- | -- | -- | -- | -- | -- | -- | -- | -- | -- | -- | -- | -- | -- | -- | -- | -- | -- | -- | -- | -- | -- | -- | -- | -- | -- | -- | -- | -- | -- | -- | -- | -- | -- | -- |
| Terrain   | E  | D  | E  | D  | E  | D  | E  | D  | E  | D  | E  | E  | D  | E  | D  | E  | D  | E  | D  | E  | D  | E  | D  | E  | D  | E  | D  | D  | E  | D  | E  | D  | E  | D  |
| Résultats | V  | V  | N  | D  | N  | V  | N  | D  | V  | V  | N  | V  | V  | V  | N  | N  | N  | N  | V  | V  | N  | N  | N  | D  | V  | V  | V  | N  | V  | D  | D  | N  | V  | V  |
| Points    | 2  | 4  | 5  | 5  | 6  | 8  | 9  | 9  | 11 | 13 | 14 | 16 | 18 | 20 | 21 | 22 | 23 | 24 | 26 | 28 | 29 | 30 | 31 | 31 | 33 | 35 | 37 | 38 | 40 | 40 | 40 | 41 | 43 | 45 |
| Place     | 4  | 3  | 4  | 4  | 5  | 4  | 5  | 6  | 5  | 5  | 5  | 3  | 3  | 2  | 2  | 2  | 3  | 3  | 2  | 1  | 1  | 3  | 3  | 3  | 3  | 2  | 2  | 3  | 2  | 3  | 3  | 3  | 2  | 2  |

Source : Liste des rencontres

Terrain : D = Domicile ; E = Extérieur. Résultat: D = Défaite ; N = Nul ; V = Victoire.